# Издательский договор
Издательский договор — вид авторского договора о передаче произведения для использования, в соответствии с которым издатель обязуется издать или переиздать произведение, созданное автором. В Российской Федерации издательский договор заключается на произведения, издаваемые в оригинале, и на переводы.
В Советском Союзе издательский договор заключался в соответствии с типовыми издательскими договорами на произведения литературы, в том числе научной, музыки и изобразительного искусства, которые были утверждены Госкомиздатом СССР в 1975 г.
Типовые издательские договоры определяли права и обязанности сторон (автора и издателя), сроки представления и рассмотрения произведения, правила о выплате автору денежного вознаграждения, прекращении издательского договора и иные отношения.
В настоящее время заключение, исполнение и прекращение издательского договора в РФ регулируется общими правилами об авторских договорах. При этом возможно использование некоторых норм указанных типовых издательских договоров в части, не противоречащей общим правилам ГК РФ о договорах и авторскому праву, действующему в Российской Федерации.